# Trichoplusia semirosea
Trichoplusia semirosea là một loài bướm đêm trong họ Noctuidae.